# 菅野昇孝
菅野 昇孝（すがの のりたか、1955年 - ）は、日本の工学者、実業家である。株式会社富士ピー・エスの代表取締役社長。
東京都出身。九州工業大学工学部を卒業後、昭和53年株式会社富士ピー・エスに入社。平成19年取締役執行役員技術製造本部長、平成24年取締役専務執行役員土木本部長などを経て、平成25年代表取締役社長に就任した。

## 経歴
- 昭和30年-東京都生まれ
- 昭和53年-九州工業大学工学部卒業
- 昭和53年-株式会社富士ピー・エス入社
- 平成16年-同社技術本部設計部長
- 平成16年-同社理事技術本部土木技術グループリーダー
- 平成17年-同社理事営業本部技術営業推進グループリーダー
- 平成19年-同社取締役執行役員技術本部長
- 平成19年-同社取締役執行役員技術製造本部長
- 平成21年-同社取締役執行役員施工本部長兼安全品質管理室長兼技術開発部長
- 平成21年-同社取締役常務執行役員施工本部長兼安全品質管理室長、技術開発部担当
- 平成23年-同社取締役専務執行役員土木本部長、技術開発部、エンジニアリング部担当
- 平成24年-同社取締役専務執行役員土木本部長兼技術統括
- 平成25年-同社代表取締役社長